# JWoww
Jennifer Lynn Farley (Franklin Square, 27 de febrero de 1985), más conocida como JWoww o Jenni Farley, es una celebridad de la televisión estadounidense. Saltó a la fama como uno de los ocho miembros del elenco principal de los reality de MTV, Jersey Shore y Jersey Shore: Family Vacation , y miembro principal del spin-off, Snooki & JWoww. También ha hecho varias apariciones en otros programas, como TNA Impact! , Desaste Date y Marriage Boot Camp: Reality Starts. Desde 2015, ha protagonizado la serie Snooki & Jwoww: Moms With Attitude, que comenzó en la página de internet go90 antes de pasar al canal de MTV en YouTube en 2018.

## Primeros años
Farley nació en East Greenbusg (Nueva York)  donde asistió al Columbia High School, y más adelante al Instituto de Tecnología de Nueva York. Ella es de ascendencia española e irlandesa.  Antes de comenzar su carrera profesional, trabajó de niñera. Durante el año que estuvo grabando Jersey Shore, Farley vivió en Frankling Square (Nueva York) en Long Island.

## Carrera
Antes de Jersey Shore, Farley era propietaria de una empresa de diseño gráfico, Jenni Farley Designs, Inc. En diciembre de 2009, con 24 años, Farley comenzó a aparecer en Jersey Shore en la que ella y siete compañeros de piso pasaban el verano en Seaside Heights, Nueva Jersey . La segunda temporada fue filmada en Miami, Florida, y luego la tercera temporada regresó a Nueva Jersey. Una cuarta temporada de la serie fue filmada en Florencia, Italia , y las dos últimas temporadas regresaron a Seaside Heights.
Farley lanzó una línea de ropa, "Filthy Couture", en un desfile en Las Vegas, Nevada, en julio de 2010. Después de cuatro meses de actividad, la línea dejó de vender en octubre de 2010 debido a una amenaza de demanda por infringimiento de marca registrada. Farley declaró que la marca no había terminado y que lanzaría una nueva línea.  En abril de 2011, MTV anunció el encargo de dos series spin-off de Jersey Shore , una de las cuales contaba con la participación de Farley y su compañera de reparto Nicole Polizzi. Se firmaron doce episodios para la primera temporada. En 2010, publicó un libro titulado The Rules According to JWOWW: Shore-Tested Secrets On Landing A Mint Guy, Staying Fresh To Death, and Kicking the Competition to the Curb. En 2012, fue demandada por supuestamente filmar varios episodios de su show televisivo sin la debida autorización de su arrendatario. 
En 2012, Farley y su coprotagonista de Jersey Shore, Nicole Polizzi, protagonizaron Snooki & JWoww, que se estrenó en MTV el 21 de junio de 2012. La primera temporada se filmó durante seis semanas en una antigua estación de bomberos de dos pisos ubicado cerca de la calles Grove y Mercer en Nueva Jersey , Después de que Polizzi y Farley se mudaran juntas, se las describió como una Laverne & Shirley modernas. JWoww también fue anfitriona del Club MTV's New Year's Eve 2013 con Polizzi y Jeff Dye en 2013. El dúo protagonizó nuevamente la segunda temporada de Snooki & JWoww, que siguió a las estrellas en sus residencias permanentes, y se estrenó el 8 de enero de 2013. Fue renovado por una tercera temporada. 
En octubre de 2011, JWOWW lanzó su sitio web oficial 
En enero de 2013, Farley se ubicó en la lista de la revista GQ "de las 100 mujeres más sexys del siglo XXI". 
En 2015, Farley compitió y ganó la séptima temporada de Worst Cooks in America: Celebrity Edition. Farley también hizo su debut en el cine protagonizando la producción independiente, The Mint , en la que interpretó a la novia de un ejecutivo discográfico y también se desempeñó como productora ejecutiva de la película. Desde finales de 2015, ha protagonizado Snooki & Jwoww: Moms With Attitude.
En 2017 empezó a filmar Jersey Shore: Family Vacation, programa independiente de a Jersey Shore.

## Vida privada
Farley y Roger Mathews se casaron en octubre de 2015. Tienen dos hijos: Meilani Alexandra Mathews, nacida el 13 de julio de 2014, e hijo Greyson Valor Mathews, nacido el 5 de mayo de 2016.  En septiembre de 2018, Farley solicitó el divorcio citando diferencias irreconciliables. En medio de su divorcio de Mathews, el 17 de diciembre de 2018, informó a la policía que su novio anterior Tom Lippolis, con quien había salido hace aproximadamente 10 años, y había hecho apariciones con ella en las primeras temporadas de Jersey Shore, intentó extorsionarla por $ 25,000 a cambio de no vender sus secretos a la prensa. Fue arrestado por este crimen el 19 de diciembre de 2018. En agosto de 2019, se finalizó el divorcio de Farley con Mathews.
En abril de 2019, anunció que mantiene una relación con el luchador profesional Clayton Carpinello. En febrero de 2021, la pareja se comprometió en el Empire State Building, una sorpresa para el cumpleaños de Farley.

## Filmografía
| Año           | Programa                               | Rol        | Notas                                                      |
| ------------- | -------------------------------------- | ---------- | ---------------------------------------------------------- |
| 2009–12       | Jersey Shore                           | Ella misma | Reparto principal                                          |
| 2011          | Silent Library                         | Ella misma | Temporada 4; Episodio 1                                    |
| 2012          | Los Tres Chiflados                     | Ella misma | Cameo                                                      |
| 2012          | MTV's Club Nochevieja 2013             | Ella misma | Acreditada como JWoww                                      |
| 2013          | One Life to Live                       | Nikki      | Elenco recurrente                                          |
| 2014          | Marriage Boot Camp: Reality Stars      | Ella misma | Participante junto a Roger Mathews                         |
| 2015          | Los peores cocineros de Estados Unidos | Ella misma | Ganadora; Temporada 1                                      |
| 2015–presente | Snooki y Jwoww: madres con actitud     | Ella misma | Programa web de Youtube                                    |
| 2015          | The Mint                               | Vicky      | Actriz y productora ejecutiva                              |
| 2016          | Burgers, Brew & 'Que                   | Ella misma |                                                            |
| 2017          | Jenni & Roger: Domesticated            | Ella misma |                                                            |
| 2018–presente | Jersey Shore: Family Vacation          | Ella misma | Reparto principal                                          |
| 2018–19       | How Far Is Tattoo Far?                 | Ella misma | Conductora                                                 |
| 2021          | Floribama Shore                        | Ella misma | Conductora junto con Snooki; Temporada 4, Episodio 14 y 15 |
| 2022          | Buckhead Shore                         | Ella misma | Conductora junto con Mike Sorrentino; Episodio 11 y 12     |
| 2024          | The Tiny Chef Show                     | Ella misma | Episodio: "Ruby Stew"                                      |